# Erwin Bruske
Erwin Bruske (* 4. Januar 1936) ist ein ehemaliger deutscher Fußballspieler.

## Karriere
Bruske spielte drei Jahre mit Eintracht Braunschweig in der Fußball-Oberliga Nord, er absolvierte 54 Spiele, in denen er 17 Tore erzielte. Am 25. Spieltag der Saison 1955/56, den 11. März 1956, kam der aus der eigenen Amateurmannschaft aufgerückte Angreifer unter Trainer Edmund Conen zu seinem ersten Oberligaeinsatz. Die Eintracht verlor mit 0:2 Toren beim SV Werder Bremen und der Debütant spielte im damaligen WM-System auf Halblinks neben dem Linksaußen Heinz Patzig und Mittelstürmer Heinz Wozniakowski. Als zur Saison 1956/57 mit Kurt Baluses ein neuer Trainer die Blau-Gelben übernahm, kam der torgefährliche Allroundangreifer auf 18 Oberligaeinsätze und erzielte fünf Tore. Die erfolgreichste Runde mit Braunschweig erlebte Bruske 1957/58 als mit dem Neuzugang Ernst-Otto Meyer ein Torjäger vom VfR Mannheim zu den „Löwen“ wechselte. Mit Routinier Werner Thamm (30-23), Meyer (30-22), Bruske (29-9) und Heinz Patzig (26-9) erspielte sich Braunschweig die Vizemeisterschaft in der Oberliga Nord. Auf dem Weg dahin fand auch das spektakuläre Spiel am 26. Dezember 1957 im Bremer Weserstadion gegen den Serienmeister Hamburger SV statt. Bruske erzielte die 1:0-Führung und die Eintracht ging mit einer 4:0-Halbzeitführung in die Pause. In der zweiten Spielhälfte drehten Posipal und Kollegen das Spiel noch um und setzten sich mit einem 6:4-Sieg durch. In der Endrunde um die deutsche Fußballmeisterschaft 1958 absolvierte Bruske am 4. Mai in Nürnberg gegen den Karlsruher SC ein Spiel. Bei der 1:2-Niederlage gegen den Meister der Oberliga Süd spielte er auf Halblinks und erzielte den Ehrentreffer für die Niedersachsen. Der Eintracht-Angriff setzte sich dabei aus Jürgen Moll, Thamm, Meyer, Bruske und Patzig zusammen. Insgesamt hat er in der Oberliga Nord 54 Ligaspiele absolviert und 17 Tore erzielt.
Ab 1958 spielte er für Tennis Borussia Berlin und ab 1962 für Tasmania Berlin in der Berliner Stadtliga. In der Saison 1959/60 belegte er mit 20 Treffern den zweiten Platz in der Berliner Torjägerliste, ein Tor hinter Torschützenkönig Klaus Heuer. Im letzten Jahr der alten erstklassigen Oberliga, 1962/63, rangierte der Mann aus Braunschweig mit 18 Treffern wiederum auf dem zweiten Rang in der Torschützenliste und wurde mit Tasmania 1900 Vizemeister. Jetzt hatte der Torschützenkönig Hans-Joachim Altendorff aber beim Titelgewinn von Hertha BSC 41 Tore erzielt. Nach Einführung der Fußball-Bundesliga zur Saison 1963/64 gewann Bruske mit Tasmania 1900 im ersten Jahr der ebenfalls neuen Fußball-Regionalliga Berlin, die Meisterschaft. Er hatte in 14 Spielen sieben Tore erzielt. Torjäger war jetzt bei Tas Mittelstürmer Heinz Fischer (24 Tore). In der Aufstiegsrunde zur Fußball-Bundesliga kam Bruske verletzungsbedingt nicht zum Einsatz. Als Dritter der Berliner Regionalliga 1964/65 wurde Tasmania für die durch Lizenzentzug bestrafte Hertha als Berliner Vertreter in die Bundesliga aufgenommen. Zum Ende der Saison 1965/66 stieg Bruske mit seinen Mannschaftskollegen abgeschlagen auf dem letzten Tabellenplatz ab; er hatte dabei sieben Spiele absolviert. Bereits am zweiten Spieltag, den 21. August 1965, bei einer 0:5-Niederlage beim Aufsteiger Borussia Mönchengladbach – Tore von Jupp Heynckes (2), Günter Netzer (2), Bernd Rupp (1) –, debütierte Bruske vor 33.000 Zuschauern als Mittelstürmer an der Seite von Horst Szymaniak in der Bundesliga.
Insgesamt wird Bruske bei Tennis Borussia in der Stadtliga Berlin mit 62 Ligaeinsätzen und 38 Toren geführt. Für Tasmania 1900 wird er notiert mit 26-18 (Stadtliga; 1962/63), 21-10 (Regionalliga Berlin; 1963–1965) und sieben Bundesligaeinsätzen (1965/66).